# Szokolyai Gábor
Szokolyai Gábor (Budapest, 1966. november 8. –) kortárs magyar építész, az MCXVI Építészműterem Kft. alapítótagja.

## Életpályája
1993-ban szerzett tanári diplomát a szegedi Juhász Gyula Tanárképző Főiskolán.
Tanulmányait a Magyar Iparművészeti Egyetemen (újabb nevén: Moholy-Nagy Művészeti Egyetem) folytatta Budapesten 1993 és 1998 között, ahol építész tervezőművészként végzett. 1997-ben a University of Ljubljana Építészeti Karának volt Ceepus ösztöndíjas hallgatója. 2000 és 2002 között az Építész Mester Egylet Mesteriskola XVI. ciklusának tagja volt. 2001 és 2004 között elvégezte a Magyar Iparművészeti Egyetem (újabb nevén: Moholy-Nagy Művészeti Egyetem) Doktori Iskoláját.
2000 és 2001 között egyetemi segédoktató volt a Magyar Iparművészeti Egyetem (újabb nevén: Moholy-Nagy Művészeti Egyetem) Alapképző Intézetében. Ezt követően 2001-től 2002-ig a Budapesti Műszaki Egyetem Rajzi Tanszékén dolgozott tanársegédként. 2002-től a Budapesti Műszaki Egyetemen és a Magyar Iparművészeti Egyetemen (újabb nevén: Moholy-Nagy Művészeti Egyetem)  diplomamunka opponensként is tevékenykedett. 2005-ben a Budapesti Műszaki Egyetem Középülettervezési Tanszékén volt Alkotóheti vendégoktató. 2009 és 2015 között a Budapesti Műszaki Egyetem Középülettervezési Tanszékén látott el korrektori feladatokat. 2016 óta pedig a Debreceni Egyetem Építész Tanszékén külsős oktatóként tevékenykedik.
2001 óta az MXCVI Építészműterem Kft. alapítótagja, ügyvezető igazgatója és vezető tervezője. Az építésziroda társtulajdonosa Herczeg László.

## Tervek és épületek
(amelyek tervezésében részt az MCXVI Építészműterem tervezőjeként)
2019
Római Katolikus templom műemléki felújítás, Kenderes - generál tervezés (TECTON-MCXVI)
Ankarai Magyar Nagykövetség Rezidenciaépületének generál tervezése (DMB-MCXVI)
Varsói Magyar Nagykövetség felújítás, átalakítás - belső terei
2018
Népligeti "Fradiváros" - generál építészeti tervezés, jóváhagyási terv (TECTON-MCXVI)
Groupama Aréna, orvosdiagnosztikai központ - belsőépítész kiviteli tervek
PPKE új épület - tanulmányterv
2017
Lendvai Főkonzulátus felújítás - belső terei
Vancouver (Canada), Villa belsőépítészet
Chopard luxusóra és ékszerüzlet - belsőépítészeti tervek
Elek Gyula kézilabdacsarnok felújítása – generál tervezés
Alba Aréna (jégcsarnok), Székesfehérvár – belsőépítészeti tervek
2016
Budapest, Paulay Ede utca 52., Hotel és lakóház meghívásos építészeti tervpályázat - 1. díj
Dagály Úszókomplexum belső terei
Dörgicse, nyaralóépület - generál tervezés
Lechner Tudásközpont - belső terei
2015
Székesfehérvári Sóstói Stadion (MOL-Vidi) belsőépítészeti tervezése
Családi ház tervezése – Zugló, Deés utca 42. – generál tervezés
AIG Lincoln, Bajcsy-Zsilinszky úti irodaház felújítás - építészeti és belsőépítészeti koncepcióterv
Belight Irodaház felújítás - építészeti vázlatterv és belsőépítészeti kiviteli tervek
Clark Hotel - meghívásos belsőépítészeti és építészeti tervpályázat
2014
Groupama Aréna - belsőépítészet és design elemek
Vasas Labdarúgó Stadion - építészeti ötletterv
Óvodabővítés, Budapest, Budakeszi út – generál tervezés
Telekom Irodaház Projekt - meghívásos építészeti tervpályázat
Animációs Filmstúdió – koncepcióterv
2012
HungaroControl irodaház, Budapest – belső terei
UTE stadion rekonstrukció – koncepcióterv
Várbazár – közbeszerzéses eljáráshoz készített vázlattervek
Zamárdi – luxus apartmanok – vázlatterv, engedélyezési terv
Balatonalmádi – üdülő épület a ciszterci rendnek – meghívásos tervpályázat
Telki – magánvilla, magánvilla – belsőépítészet
120 szobás szálloda és 50 egységes apartmanegyüttes, Zweisimmen, Svájc – meghívásos ötletpályázat
Óvoda felújítás, bővítés, Budapest – meghívásos ötletpályázat – I.díj
2011
Ábrahámhegy – villaépület átalakítása, bővítése – generál tervezés
V17 irodaház belsőépítészet – vázlatterv, tender terv
Társasház fiataloknak – Zug (Svájc) – nyílt nemzetközi építészeti tervpályázat - 3. rund
2010
Kolozsvár – apartmanegyüttes – tanulmányterv
360 Siófok – nyílt nemzetközi építészeti tervpályázat – megvétel
Duna Passage – részletes beépítési javaslati terv
2009
Szeged – Agora Pólus – nyílt építészeti tervpályázat
Hotel Azúr – Siófok – belsőépítészeti koncepcióterv
Balatonföldvár – szálloda - építészeti koncepció terve
Balatonfüred – apartman együttes és szálloda – építészeti koncepcióterve
2008
Gesztenyés irodaház – ajánlati terv
Óbuda – Szőlő utcai panel (faluház) felújítása – arculati terv grafikai elemekkel
Családi lakóház – Budapest, II. Turul köz 24. – generál tervezés
Gesztenyéskert és környékének rendezése – meghívásos építészeti tervpályázat
2007
Kétlakásos lakóépület – Budapest, II. Turul köz 20.-  generál tervezés
Millenáris irodaház – Budapest, II. kerület – meghívásos építészeti tervpályázat
Clark Ádám téri szálloda – nyílt építészeti tervpályázat
Irodaház a Könyves Kálmán körúton – meghívásos építészeti tervpályázat – II. díj
2006
Market rt. Székháza – Budapest, XII. Hegyalja út - építészeti tanulmányterv
Sportmax – Budapest, XI. – belsőépítészeti elemek
Luxus apartmanegyüttes és yachtkikötő – Alsóörs - tanulmányterv
Corvinus Egyetem Új Épületének teljes belsőépítészete
Városvíziók – UBK
Eston irodaház – Budapest, XIII. Váci út – építészeti tanulmányterv
Luxus ruhabolt kialakítása – Budapest, VI. Andrássy út - tanulmányterv
2004
Duna Bay project – Budapest, XIII. Vizafogó dűlő – engedélyezési terv – JBA Bt.-vel közösen
Multifunkcionális parkolóház – Budapest, Ferihegyi repülőtér – meghívásos építészeti tervpályázat – 4. díj
Design Hotel – Budapest, VI. Andrássy út – építészeti tanulmányterv
Tetőtér beépítéses apartmanegyüttes – Budapest, IX. Ráday utca - építészeti tanulmányterv
2005
Családi lakóház – Budapest, XXII. Pogány utca, generál tervezés
Társasház – Budapest, I. kerület Orom utca 18/B – építészeti tanulmányterv
Irodaépület felújítása – Budapest, XI. Bánk Bán utca - építészeti tanulmányterv
Apartmanegyüttes és yachtkikötő – Balatonlelle, generál tervezés
Apartmanegyüttes és yachtkikötő – Balatonlelle, meghívásos építészeti tervpályázat – I. díj
2003
Honvéd kórház új tömbje – meghívásos építészeti tervpályázat – Rimely Károly munkatársaként
Microsoft irodaház – Budapest, III. Graphisoft park - építészeti tanulmányterv
Multifunkcionális épületegyüttes – Budapest, Ferihegyi repülőtér – nyílt építészeti tervpályázat – megvétel
Duna Bay project – Budapest, XIII. Vizafogó dűlő – beépítési tanulmányok – JBA bt-vel közösen
Kerületi sportközpont kialakítása – Budapest, XII. Csörsz u. – meghívásos építészeti tervpályázat – 3. díj
Luxus társasházak – Budapest, I. Bérc utca, generál tervezés
Tetőtér helyreállítása – Budapest, I. Lánchíd utca, engedélyezési terv, kiviteli terv
2002
Roosevelt irodaház átépítése – generál tervezés (T2A-MCXVI)
Roosevelt 7/8 irodaépület – belsőépítészeti terv, logoterv
NamJunPaik múzeum – Dél-Korea – nyílt építészeti tervpályázat
Corvin ház – Budapest, VII. Akácfa utca – építészeti tanulmányterv
Új Tűzoltólaktanya épület – Budapest, III. – nyílt építészeti tervpályázat
Társasház – Budapest, XII. Zugligeti út, generál tervezés (Ignácz Erikával)
2001
Roosevelt irodaház átépítése – meghívásos tervpályázat – I. díj (Mesteriskola csapatával)
Tropicarium rendezvényterem – belsőépítészeti terv

## Kiállítások[9]
2007 - FFF Fiatalok feketén-fehéren
2006 - Berlini Magyar Kulturális Intézet
2005 - Őszi Fesztivál
1999 - “Válogatás Diplomamunkákból” a Magyar Iparművészeti Múzeumban
1992 - Szegedi Téli Tárlat

## Díjak, kitüntetések[10]
2007 - Saint-Gobain Trófea III.
2015 - A Award III.